# Sacramento de la transición
El Sacramento de la transición es una nueva religión con sede en Eslovenia y reconocida por este país y por la Unión Europea, y basada en la promoción sacramental a través la utilización de la planta psicoactiva Tabernanthe iboga y sus derivados, incluidos ibogaína. El fundador del sacramento de la transición es Marko Resinovic. La organización rutinariamente patrocina conferencias y reuniones basadas en psicodélicos.

## Descripción
Sacramento de la Transición ha representado a activistas de organizaciones como los Students for Sensible Drug Policy y la Million Marijuana March. Otras afiliados incluyen a Patrick K. Kroupa, a quien el grupo ha mombrado sumo sacerdote, y Dana Beal, fundador de Cures Not Wars, como Delegado Apostólico de América del Norte. 
Sobre la adicción y el uso de ibogaína en la "Capilla de los Espejos Sagrados" en 2006, Kroupa dijo que mientras que los psicodélicos como el LSD le dejan al usuario conocer el daño que le hacen las drogas, "con ibogaína, la luz vuelve contigo."
El sacramento de la Transición proselitiza activamente a los adictos a la heroína con el mensaje de que la ibogaína los puede ayudar. Excepto por la utilización de ibogaína, el sacramento de la transición es un cuerpo heterodoxo, y no divulga otros dogmas. Beal sostiene que Jesús consumió una mezcla de ibogaína, ruda de Siria, y  cannabis durante la Última Cena y la Pasión.